# Brandon Flynn
Brandon Paul Flynn (Miami, 11 oktober 1993) is een Amerikaanse acteur. Hij is bekend van zijn rol als Justin Foley in de Netflixserie 13 Reasons Why.

## Biografie
Flynn is geboren en getogen in Miami, Florida, waar hij naar de middelbare school New World School of the Arts ging. Hij studeerde in 2016 af aan de Rutgers University in New Jersey, met een bachelordiploma in Fine Arts. Flynn's eerste rol was op de leeftijd van tien, hij speelde Vetje in een schooltoneelstuk van Peter Pan. Flynn is Joods en homoseksueel.
In 2016 werd Flynn gecast als Mike the Intern in BrainDead en in 2017 speelde hij Luke in de off-Broadwayproductie van John Kander en Greg Pierce's musical Kid Victory in het Vineyard Theatre. In tegenstelling tot de rest van de personages in de show, zingt zijn personage niet.
Voorafgaand aan deze rollen, had Flynn in verschillende commercials en films gespeeld. Hij speelde een verslaggever in CWW's "FL Kidcare Health" en had de rol van Sid in Lost and Gone Forever. Flynn speelde ook in elf toneelstukken, waaronder Much Ado About Nothing en The Crucible.
In februari 2018 trad hij toe tot het derde seizoen van True Detective als Ryan Peters in een terugkerende hoedanigheid. Van 2017 tot 2020 portretteerde Flynn het personage Justin Foley in de Netflixserie 13 Reasons Why. In 2020 speelde Flynn in de speelfilm Looks That Kill. In 2020 was hij ook te zien in de Netflix-serie Ratched als Henry Osgood.

## Filmografie

### Films
| Jaar | Titel           | Rol                     | Opmerkingen | Ref.   |
| ---- | --------------- | ----------------------- | ----------- | ------ |
| 2017 | Home Movies     | -                       | Korte film  |        |
| 2018 | Binge           | Johnny                  | Korte film  |        |
| 2020 | Looks That Kill | Max Richards            | Hoofdrol    | [ 14 ] |
| 2022 | Hellraiser      | Matthew "Matt" McKendry | Bijrol      |        |

### Televisie
| Jaar      | Titel          | Rol              | Opmerkingen                      | Ref.   |
| --------- | -------------- | ---------------- | -------------------------------- | ------ |
| 2016      | BrainDead      | Mike de stagiair | 1 aflevering                     |        |
| 2019      | True Detective | Ryan Peters      | Terugkerende rol; 3 afleveringen | [ 15 ] |
| 2017-2020 | 13 Reasons Why | Justin Foley     | Hoofdrol                         |        |
| 2020      | Ratched        | Henry Osgood     | Terugkerende rol                 |        |

### Muziekvideo's
| Jaar | Titel     | Rol | Artiest (en)                  | Ref. |
| ---- | --------- | --- | ----------------------------- | ---- |
| 2018 | "Lockjaw" | -   | Cook Thugless (feat. Shyrley) |      |